# 9С470
9С470 — советский и российский командный пункт ЗРК 9К37 «Бук».

## Описание конструкции
Передвижной командный пункт (пункт боевого управления) 9С470 входит в состав ЗРК 9К37 «Бук» и предназначен для приёма, обработки и отображения информации о целях. Информация поступает от самоходных огневых установок 9А310 и станций обнаружения и целеуказания 9С18. Кроме того информация о целях может поступать от вышестоящих командных пунктов. Командный пункт 9С470 способен выбирать наиболее опасные цели и распределять их между огневыми установками, находящимися в подчинении. Предусмотрены два режима распределения: ручной и автоматический. Машина 9С470 организует работу ЗРК 9К37 «Бук» в условиях применения противорадиолокационных ракет и при больших помехах.
В общей сложности за каждый цикл обзора станции обнаружения 9С470 обрабатывает сообщения о 46 целях в зоне радиусом до 100 км и на высотах до 20 км, при этом выдаёт на СОУ 9А310 до 6 целей. Точность указания до 1° по азимуту и углу места. Точность указания дальности цели составляет от 400 до 700 метров.

## Ходовая часть
В качестве базы используется шасси производства ММЗ, имеющее по классификации ГБТУ обозначение «Объект 579».

## Модификации
- 9С470 — командный пункт ЗРК ЗРК 9К37 «Бук»
- 9С470М1 — командный пункт ЗРК 9К37М1 «Бук-М1». Введена возможность одновременного получения информации от командного пункта ПВО армии, пункта управления ПВО мотострелковой/танковой дивизии или от собственной станции обнаружения и целеуказания[4].
- 9С470М1-2 — командный пункт ЗРК ЗРК 9К37М1-2 «Бук-М1-2»

## Машины на базе

Командный пункт ЗРК «Урал»

- 9С470МБ — командный пункт ЗРК «Бук-МБ». Белорусская модификация КП 9С470. Впервые продемонстрирована на выставке МАКС-2005 в Жуковском. По сравнению с базовой машиной имеет иную электронную начинку, средства связи, топопривязки и другое оборудование[5].
- 9С510 — командный пункт ЗРК 9К317 «Бук-М2». Имеет возможность выдачи до 36 целеуказаний и управления одновременно шестью секциями. Боевая масса 30 тонн. Базовая модель размещена на гусеничной базе, однако имеется модификация на колёсном полуприцепе ЧМЗАП (автопоезд 9001), для буксирования тягачом типа КрАЗ. Масса полуприцепа составляет 25 тонн[6].
- 9С510Э — командный пункт ЗРК 9К317Э «Бук-М2Э»
- 9С510ЭК — колёсный вариант командного пункта ЗРК 9К317ЭК «Бук-М2ЭК» на шасси МЗКТ.
- 9С512 — командный пункт ЗРК 9К317-1 на колесном шасси КрАЗ-260, получивший название «Бук-М2-1»[7].